# Amphoe Thung Tako
Amphoe Thung Tako (thailändisch อำเภอ ทุ่งตะโก, Aussprache: [tʰûŋ tàʔkoː]) ist ein Landkreis (Amphoe – Verwaltungs-Distrikt) in der  Provinz Chumphon. Die Provinz Chumphon liegt in der Südregion von Thailand.

## Geographie
Amphoe Thung Tako wird von folgenden Amphoe begrenzt (vom Süden im Uhrzeigersinn aus gesehen):  Amphoe Lang Suan und Amphoe Sawi der Provinz Chumphon. Nach Osten liegt der Golf von Thailand.

## Geschichte
Thung Tako wurde am 6. September 1976 zunächst als Kleinbezirk (King Amphoe) eingerichtet, indem die drei Tambon Thung Takhrai, Tako und Pak Tako vom Amphoe Sawi abgetrennt wurden. 
Am 19. Juli 1991  wurde Thung Tako zu einem vollen Amphoe aufgewertet.

## Verwaltung

### Provinzverwaltung
Amphoe Thung Tako besteht aus vier Unterbezirken (Tambon), die weiter in 35 Dörfer (Muban) gegliedert sind. 
| \| Nr. \| Name \| Thai \| Muban \| Einw.[3] \| \| --- \| -------------- \| -------- \| ----- \| -------- \| \| 1. \| Pak Tako \| ปากตะโก \| 05 \| 04.308 \| \| 2. \| Thung Takhrai \| ทุ่งตะไคร \| 08 \| 05.906 \| \| 3. \| Tako \| ตะโก \| 14 \| 08.832 \| \| 4. \| Chong Mai Kaeo \| ช่องไม้แก้ว \| 08 \| 05.807 \| |                |          |       |        |
| Nr. | Name           | Thai     | Muban | Einw.  |
| 1. | Pak Tako       | ปากตะโก  | 05    | 04.308 |
| 2. | Thung Takhrai  | ทุ่งตะไคร  | 08    | 05.906 |
| 3. | Tako           | ตะโก     | 14    | 08.832 |
| 4. | Chong Mai Kaeo | ช่องไม้แก้ว | 08    | 05.807 |

### Lokalverwaltung
Es gibt zwei Kleinstädte (Thesaban Tambon) im Bezirk:
- Pak Tako (เทศบาลตำบลปากตะโก) besteht aus dem gesamten Tambon Pak Tako,
- Thung Takhrai (เทศบาลตำบลทุ่งตะไคร) besteht aus dem gesamten Tambon Thung Takhrai.

Die beiden anderen Tambon werden jeweils von einer „Tambon-Verwaltungsorganisation“ (TAO, องค์การบริหารส่วนตำบล) verwaltet.